# Richard A. Lupoff
Richard Allen Lupoff, né le 21 février 1935 à Brooklyn et mort le 22 octobre 2020 à Berkeley en Californie, est un auteur américain de science-fiction et de mystère principalement. 
Il est l'auteur d'une douzaine de romans et d'une quarantaine de nouvelles, ainsi que l'éditeur de plusieurs anthologies de science fantasy. Il est spécialiste des œuvres d'Edgar Rice Burroughs et de H. P. Lovecraft.

## Œuvres

### SérieBuck Rogers in the 25th Century
1. (en) Buck Rogers in the 25th Century, 1978
2. (en) That Man On Beta, 1979

### SérieThe Dungeon
Série rédigée par plusieurs auteurs et dirigée par Philip José Farmer
1. (en) The Black Tower, 1988
2. (en) The Final Battle, 1990

### SérieSun's End
1. (en) Sun's End, 1984
2. (en) Galaxy's End, 1988

### SérieTwin Planets
1. (en) Circumpolar!, 1984
2. (en) Countersolar!, 1985

### SérieHobart Lindsey
1. (en) The Comic Book Killer, 1988
2. (en) The Classic Car Killer, 1992
3. (en) The Bessie Blue Killer, 1994
4. (en) The Sepia Siren Killer, 1994
5. (en) The Cover Girl Killer, 1995
6. (en) The Silver Chariot Killer, 1996
7. (en) The Radio Red Killer, 1997
8. (en) One Murder at a Time, 2001, recueil de nouvelles
9. (en) The Emerald Cat Killer, 2010

### Romans
- (en) One Million Centuries, 1967
- L'Envol de la locomotive sacrée, OPTA, 1973 ((en) Sacred Locomotive Flies, 1971), trad. Jean-Michel Ferrer
- (en) Into the Aether, 1974
- (en) The Crack in the Sky, 1976
- (en) Sandworld, 1976
- (en) Lisa Kane, 1976
- Trinité, Le Masque, coll. « Le Masque Science-fiction », 1980 ((en) The Triune Man, 1976)
- (en) Sword of the Demon, 1977Nommé au prix Locus du meilleur roman de fantasy 1978
- (en) The Return of SkullFace, 1977
- (en) Space War Blues, 1978
- (en) Lovecraft's Book, 1985
- (en) The Forever City, 1988
- (en) The Adventures of Professor Thintwhistle and His Incredible Aether Flyer, 1991Écrit avec Steve Stiles (en).
- (en) The Cover Girl Killer, 1995
- (en) Claremont Tales, 2001
- (en) Marblehead, 2006Nouvelle version de Lovecraft's Book
- (en) The Cases of Chase and Delacroix, 2012
- (en) The Evil Below, 2013
- (en) Rookie Cop, 2015

### Nouvelles parues en français
- 12 heures 01, 1975 ((en) 12:01 P.M., 1973)Parue dans la revue Fiction no 16, OPTA

### Autres
- (en) Master of Adventure: The Worlds of Edgar Rice Burroughs, 1965